# 南部縦貫鉄道D45形ディーゼル機関車

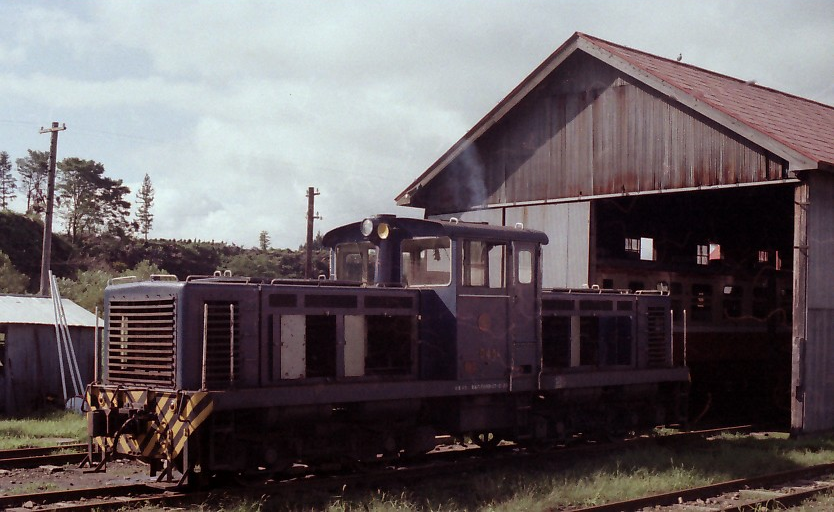
1983年撮影

南部縦貫鉄道D45形ディーゼル機関車（なんぶじゅうかんてつどうD45がたディーゼルきかんしゃ）は、かつて南部縦貫鉄道線で運用されていたディーゼル機関車である。
1両（D451）のみが存在した。

## 概要
1962年（昭和37年）、南部縦貫鉄道千曳 - 七戸間開業時に運用を開始したディーゼル機関車である。当初は、天間林村で産出される砂鉄を、むつ製鉄へ輸送する計画があり、その貨物輸送専用機として導入されたという。
1962年日立製作所笠戸工場製で、自重は45t、車体は凸形である。機関はDMH17S（250ps/1500rpm）を2基搭載する。ほぼ同型機として樽見鉄道D100形（101）がある。
結局砂鉄輸送計画は実現せず、1日1往復設定された貨物列車（農産物、肥料など）の専用機関車として運用されていたが、1984年2月1日に貨物営業の廃止以降はほとんど運用されなかったという。
現在は旧・七戸駅構内の車庫に保存され、イベント時に展示されている。

## 主要諸元
- 全長：11,250mm
- 全幅：2,725mm
- 全高：3,630mm
- 自重：45.0t
- 機関：DMH17S（250ps/1500rpm）×2基
- 軸配置：B-B